# ميسون الرويلي
ميسون الرويلي (15 أبريل 1980 -)، ممثلة سعودية.

## حياتها الفنية
ولدت لأب سعودي وأم سورية، وعاشت فترة من حياتها في سوريا. اكتشفها الممثل حسن عسيري عندما عرض عليها المشاركة في التمثيل، كان أول عمل لها مسلسل عمشة بنت عماش. لكنها لم تستمر فأعلنت اعتزالها التمثيل بسبب ظروفها الخاصة. ثم عادت مرة أُخرى مع شركة الصدف لتوقع عقد احتكار لمدَّة ثلاث سنوات في عام 2008، فقدَّمت العديد من الأعمال الكوميدية والتراجيدية، واستطاعت إبراز موهبتها التمثيلية بالأدوار الجريئة كدور المتحولة في مسلسل أيام السراب.

## أعمالها

### في التلفزيون
- عمشة بنت عماش.
- محسن الهزاني أمير الحب والحرب.
- قلب أبيض.
- عمشة في ديرة النسوان.
- جاري يا حمودة.
- أسوار 2.
- عطر.
- عذاب.
- بيني وبينك 3.
- أيام السراب.
- الساكنات في قلوبنا.
- سليم ودستة حريم.
- طاش ما طاش 18.
- صايعين ضايعين.
- سوق الحراج.
- واي فاي - برنامج كوميدي.
- ملحق بنات.
- جرذان الصحراء.
- بين ليلة وضحاها.
- شير شات.
- عندما يكتمل القمر.
- وساوس.
- عندما يكتمل القمر - الجزء الثاني.
- بنات ثانوي.

### البرامج
- ديو المشاهير.

## روابط خارجية
- ميسون الرويلي على موقع قاعدة بيانات الأفلام العربية